# Aegiphila skutchii
Aegiphila skutchii es una especie de plantas con flores perteneciente a la familia Lamiaceae, encontrándose en Guatemala, Honduras, y México. Son árboles que se desarrollan en bosques húmedos en alturas medias.

## Descripción
Son árboles que alcanzan un tamaño de 12 m de alto; con ramitas subteretes, de 2–5 mm de ancho, puberulentas con tricomas cortos adpresos o glabros. Hojas elípticas, 10.5–14.5 cm de largo y 2.5–5.5 cm de ancho, ápice acuminado, base cuneada, con dispersos tricomas adpresos o glabras, cartáceas; pecíolo puberulento con tricomas adpresos cortos o glabros. Inflorescencia dicasial, axilar en nudos distales, 4–9 cm de largo y 3–5 cm de ancho, ramas primarias ampliamente patentes, numerosas flores laxamente arregladas, pedúnculo 1.5–6 cm de largo, pedúnculo, pedicelo y cáliz con tricomas cortos aplicados, pedicelo 1–3 mm de largo; cáliz 2–4 mm de largo y 2–3 mm de ancho, claramente lobado a truncado; corola con tubo 3–5 mm de largo, lobos 2–3 mm de largo. Fruto  globoso, 5 mm de largo y 4 mm de ancho, ápice redondeado, glabro; cáliz fructífero cupuliforme, 5 mm de largo y 4 mm de ancho, ápice profundamente lobado y luego rasgándose, puberulento.

## Taxonomía
Aegiphila skutchii fue descrita por Harold Norman Moldenke  y publicado en Phytologia 1(11): 399–400. 1940.